# My Roommate Is a Cat
My Roommate Is a Cat (яп. 同居人はひざ、時々、頭のうえ。 До:кёнин ва хидза, токидоки, атама но уэ., «Мой сосед у меня на коленях, а иногда и на моей голове») — манга, написанная Минацуки и проиллюстрированная Асом Футацуей, выпускающаяся в журнале Comic Polaris издательства Flex Comix. Впервые работа была опубликована 16 октября 2014 года на сайте издательства, после чего в июне 2015 года была начата её сериализация в формате танкобонов. В 2017 году манга заняла третье место в рекомендательном списке комиксов, составленным рейтинговым агентством Nihon Shuppan Hanbai по данным японских книжных магазинов.
В 2018 году было объявлено о создании аниме-адаптации работы, которая была выполнена на студии Zero-G режиссёром Каори Судзуки. Музыкальное сопровождение картины сочинил композитор Котринго, известный по работе над фильмом Kono Sekai no Katasumi ni. Им же (совместно с группой «Schrödinger's Cat») была исполнена открывающая композиция сериала «Unknown World», а закрывающая — «Kimi no Tonari Watashi no Basho» — была спета певицей Ёсино Нандзё. Сериал транслировался на различных телеканалах Японии в период с 9 января по 27 марта 2019 года.

## Сюжет
Молодой писатель мистических романов Субару Микадзуки долгое время жил в одиночестве и страдает сильной мизантропией. Родители Субару всячески пытались уговорить его отправиться с ними повидать мир, но тот всегда им отказывал, предпочитая сидеть дома и читать. И вот, отправившись в очередное путешествие без сына, мать и отец погибают, попав в аварию.
Однажды во время посещения могилы родителей Субару находит там бездомную кошку, которую решается приютить. В лице этого животного писатель находит вдохновение для своего нового произведения и одновременно соседа по комнате, которому даёт имя Хару. Субару совершенно не умеет ухаживать за животным и пытается понять поведение своего питомца.

## Основные персонажи

Англоязычный постер к аниме.
На переднем плане: Субару, Хару и Нана с Хати.
На заднем плане: Кавасэ, Хирото и Юго с Року.

- Субару Микадзуки (яп. 朏素晴 Микадзуки Субару). 23-летний автор детективов, который случайно приютил Хару. Поначалу он держится от своего новоиспечённого питомца на расстоянии, но постепенно они сближаются. Первоначально до смерти родителей Субару неохотно посещал места, где много людей, и всё свободное время проводил за чтением (а впоследствии — и написанием) книг, но после того, как Хару вошла в его жизнь, он понял реальную ценность любви и начал взаимодействовать с людьми лучше.

Сэйю: Кэнсё Оно
- Хару (яп. 陽（はる）). Маленькая чёрно-белая кошка с красными глазами, второй главный персонаж манги и аниме. Её прежняя жизнь была суровой; бродячая кошка по кличке Тора учила её выживанию. У Хару было четверо младших братьев и сестёр, и она изо всех сил старалась прокормить себя и их, однако один из котят погиб при несчастном случае, а остальных приютили другие люди. Хару и Субару редко понимают друг друга, но это приводит их к общей цели. Она изначально считает, что её имя — сигнал к еде: так звали девочку, которая когда-то подкармливала её.

Сэйю: Харука Ямадзаки
- Хирото Ясака (яп. 矢坂 大翔 Ясака Хирото). Рыжеволосый парень, друг детства Субару. Часто приходит без предупреждения, чтобы принести еду своему другу, тем самым пугая Хару. Имеет трёх младших сестёр (от самой старшей до самой маленькой) — Нагису, Наруми и Мисору — и брата Хаято, близнеца Наруми.

Сэйю: Сюн Хориэ
- Ацуси Кавасэ (яп. 河瀬 篤 Кавасэ Ацуси). Редактор в книжном издательстве, где работает Субару. Он изо всех сил пытается заставить своего подопечного выйти из дома, но часто безрезультатно. Очень любит кошек, поэтому сразу же привязывается к Хару и периодически навещает её, придя к компромиссному решению насчёт Субару.

Сэйю: Хиро Симоно
- Нана Оками (яп. 押守 七 (押守 なな) О:ками Нана). Продавщица зоомагазина «Sunny». Она помогает Субару заботиться о Хару. Имеет двух кошек: большого бело-рыжего кота по кличке Року (яп. 六 (ろく)) и маленького котёнка Хати (яп. 八 (はち)), который оказывается братом Хару.

Сэйю: Тика Андзай
- Юго Оками (яп. 押守 優伍 О:ками Ю:го). Младший брат Наны, ученик второго класса старшей школы, большой поклонник творчества Субару. Нередко навещает сестру и, как и она, тоже любит кошек.

Сэйю: Ёсики Накадзима
- Хару Акимото (яп. 秋元 春 Акимото Хару). Одноклассница Наруми, заведует семейным рестораном вместе со своей мамой. Она стала первым человеком, с которым познакомилась главная героиня после того, как осталась одна, и именно она — та самая девочка, «благодаря» которой кошка получила свою кличку.

Сэйю: Ёсино Нандзё

## Медиа

### Манга
| №  | Дата публикации | ISBN                   |
| -- | --------------- | ---------------------- |
| 1  | 15 октября 2015 | ISBN 978-4-86675-963-0 |
| 2  | 15 июня 2016    | ISBN 978-4-86675-972-2 |
| 3  | 15 февраля 2017 | ISBN 978-4-86675-981-4 |
| 4  | 25 января 2018  | ISBN 978-4-86675-993-7 |
| 5  | 13 декабря 2018 | ISBN 978-4-86675-040-8 |
| 6  | 12 декабря 2019 | ISBN 978-4-86675-087-3 |
| 7  | 15 декабря 2020 | ISBN 978-4-86675-132-0 |
| 8  | 15 декабря 2021 | ISBN 978-4-86675-182-5 |
| 9  | 15 декабря 2022 | ISBN 978-4-86675-258-7 |
| 10 | 15 декабря 2023 | ISBN 978-4-86675-328-7 |

### Аниме
| 1 | Встреча с неизвестным «Michi to no Sōgū» (未知との遭遇)            | 9 января 2019   |
| Писатель Субару Микадзуки интересуется только книгами и терпеть не может, когда ему мешают работать. Однажды он случайно встречает бродячую кошку и забирает её к себе домой. Наблюдая за нестандартным поведением кошки, Субару придумывает интересные сюжетные повороты для своей новой книги. Он приятно удивлён тем, что кошка не мешает ему работать и даже наоборот, вдохновляет его… но тут она начинает бросать еду на пол и царапаться в дверь его комнаты. Может, от этого создания на самом деле одни только проблемы?! Но у кошки есть свои мысли на этот счёт…                                                               |                                                                    |                 |
| 2 | Зову тебя «Kimi o Yobu» (君を呼ぶ)                                 | 16 января 2019  |
| Теперь у Субару появилась соседка по комнате — кошка. Он понимает, что дома закончился кошачий корм, и отправляется за ним в зоомагазин, но, оказавшись в окружении стольких новых существ, начинает паниковать. Тогда Нана, сотрудница зоомагазина, завязывает с ним разговор, спрашивая об имени и возрасте кошки. И тут Субару понимает, что ещё не придумал для своей кошки имя. Нана советует Субару дать его питомице имя, потому что теперь он и его кошка — одна семья. Субару пытается придумать подходящее имя, но ничего не приходит ему в голову. Размышляя, он натыкается на книгу «Луна и Солнце»…                          |                                                                    |                 |
| 3 | Глажу тебя «Kimi ni Fureru» (君に触れる)                           | 23 января 2019  |
| Субару и его редактор Кавасэ решают провести рабочую встречу дома у Субару. Когда кошатник Кавасэ впервые видит Хару, то не может сдержаться и начинает преследовать её, чтобы поиграть. Хару же странно себя ведёт, глядя в пустоту и бегая по комнате без видимой причины. Помимо этого, она ещё устраивает беспорядок в комнате родителей Субару, куда он уже давно не заходил. В итоге вся комната и Хару оказываются в пыли. У Субару почти заканчивается терпение… но тут он находит в пыльной комнате фотоальбомы. |                                                                    |                 |
| 4 | Для тебя «Kimi no Tame» (君のため)                                 | 30 января 2019  |
| Субару сидит дома, занимаясь любимым делом — чтением… но тут к нему приходят Хирото и Кавасэ, тем самым отнимая у него время. Затем Кавасэ велит Субару немедленно купить ошейник для Хару, объясняя всё тем, что это поможет найти её, если она потеряется. Поэтому Субару идёт в зоомагазин, где Нана помогает ему выбрать подходящий ошейник. Однако Нана предупреждает его, что многие кошки не любят ошейники и чувствуют себя в них некомфортно. Понравится ли Хару её новый ошейник? |                                                                    |                 |
| 5 | Что я хочу тебе сказать «Kimi ni Tsutaetaikoto» (君に伝えたいこと) | 6 февраля 2019  |
| Субару и Хару постепенно сближаются. Поскольку ветеринар сказал, что у Хару небольшой избыток веса, Нана приходит домой к Субару и даёт ему несколько советов по кошачьим диетам. Субару с интересом узнаёт новую для него информацию о правильном количестве корма, об использовании пластиковой бутылки для кормления и о многом другом. Хару, похоже, тоже всё нравится. Когда Нана уходит, то забывает свои ключи от дома, поэтому Субару бежит за ней, чтобы их вернуть… |                                                                    |                 |
| 6 | Что нас связывает «Tsunagarumonono» (つながるものの)               | 13 февраля 2019 |
| Когда Субару вместе с Хару бежит к Нане, чтобы вернуть ей ключ от дома, то уже в квартире у Наны Хару встречает своего младшего брата Хати, который знакомит её со своим сожителем — котом Року. А затем в квартиру вдруг врывается человек с пугающим выражением лица! Этот человек оказывается младшим братом Наны по имени Юго, и Хару с облегчением видит, что Хати и Року радостно играют с этим великаном. Чуть позже Субару замечает в сумке Юго журнал «Полярис» — тот самый журнал, где печатают детектив Субару. |                                                                    |                 |
| 7 | Те, кого нельзя контролировать «Osenu Kimitachi» (御せぬ君たち)    | 20 февраля 2019 |
| Субару и Кавасэ сидят дома у писателя и обсуждают дизайн обложки отдельного издания последней книги Субару. Кавасэ говорит, что владелец книжного магазина очень хочет устроить автограф-сессию в честь выхода книги, но нелюдимому Субару неприятна даже сама эта идея, и он отказывается. Внезапно раздаётся звонок в дверь, и в доме Субару оказывается много детей! |                                                                    |                 |
| 8 | Потому что ты здесь «Kimi ga Iru Kara» (君がいるから)              | 27 февраля 2019 |
| Субару идёт в гостиную, где видит Хару, которая спит, свернувшись клубком, у окна. Вид Хару, дремлющей в солнечных лучах, так приятен, что Субару ложится на полу рядом с ней и начинает читать справочные материалы, но вскоре засыпает, и ему снится сон о детстве… Тем временем Хару просыпается и видит, что Субару спит, а потом решает принести ему еду. На кухне она находит консервную банку с кошачьим кормом, но пока тщетно пытается достать из банки еду, позади неё вдруг кто-то появляется! |                                                                    |                 |
| 9 | Дотянуться до тебя «Kimi ni Sashidasu» (君にさしだす)              | 6 марта 2019    |
| Наступил день раздачи автографов. Видя Субару, одетого в странный костюм и ведущего себя не так, как обычно, Хару беспокоится, но Субару торопливо уходит, даже не обратив на неё внимания. Оставшись дома одна, Хару внезапно чувствует прилив гнева… Тем временем Субару, видя кучу людей, пришедших за его автографом, неудержимо трясётся и хочет убежать. До тех пор, пока не приходит кто-то знакомый… |                                                                    |                 |
| 10 | Едим вместе «Issho Gohan» (いっしょごはん)                         | 13 марта 2019   |
| После автограф-сессии Субару отсыпается у себя дома до самого вечера. Когда он наконец просыпается, то обнаруживает в своём электронном почтовом ящике письмо от Хирото, где тот сообщает, что в гости к Субару придут его сестра Наруми и её подруга Хару Акимото. Не успевает Субару удивиться этому, как девочки уже подходят к его двери. Они дарят ему еду, приготовленную мамой Акимото, и Субару не может сдержать свой голодный желудок. Он хочет поделиться едой со своей питомицей, но девочка-Хару говорит, что человеческая пища может быть вредна для кошек, и предлагает приготовить для неё более безопасную домашнюю еду. |                                                                    |                 |
| 11 | Смешение чувств «Meguru Omoi» (巡る想い)                           | 20 марта 2019   |
| Кавасэ предложил Субару начать работу над новой серией книг, но Субару не может предложить никаких хороших идей. Поэтому Кавасэ советует ему куда-нибудь съездить. Размышляя о том, куда поехать, Субару внезапно замечает во дворе цветник своей матери, который она посадила ему в подарок, используя семена и саженцы из мест, куда она ездила. Каждое растение помечено тем местом, откуда оно было привезено, но в клумбе, помеченной как «Токусима», ничего не посажено… поэтому Субару решает посетить Токусиму. |                                                                    |                 |
| 12 | Ты и я «Kimi to Boku to» (君と僕と)                                | 27 марта 2019   |
| Возвращение Субару из Токусимы задерживается из-за шторма, поэтому он просит Хирото присмотреть за Хару. Тем временем Хару все больше беспокоится из-за необычайно долгого отсутствия Субару… поэтому, как только появляется Хирото, она выбегает из двери, чтобы найти его! Когда Субару узнаёт об этом, даже проливной дождь не может помешать ему броситься искать её. Нана, Юго и Кавасэ также присоединяются к поискам, но Хару нигде не найти… Смогут ли Субару и Хару найти друг друга? |                                                                    |                 |

## Критика
Критики сайта Anime News Network дали положительную оценку аниме-адаптации манги. Обозреватели отмечали общую непривлекательность затворнического образа жизни главного героя, которого сравнивали с Сэйсю Хандой из манги Barakamon, отличия от которого, по мнению Пола Йенсена, свидетельствовали об ограниченном характере драматического потенциала работы. В числе положительных сторон сериала выделялось равномерное распределение экранного времени и действия между Субару и Хару, хороший визуальный ряд для достаточно рядовой работы и наличие неплохого юмора. Также обозреватели сошлись во мнении, что данное аниме является неплохим разбавлением картин зимнего сезона 2019 года с более серьёзным сюжетом, которое особенно понравится любителям домашних кошек.